# L'occhio del ciclone - In the Electric Mist
L'occhio del ciclone - In the Electric Mist (In the Electric Mist) è un film del 2009, diretto da Bertrand Tavernier. In seguito all'edizione home video, la pellicola è stata reintitolata In the Electric Mist - Nell'occhio del ciclone.
Il soggetto è tratto dal romanzo di James Lee Burke, L'occhio del ciclone (In the Electric Mist with the Confederate Dead) del 1993. Nel film, ambientato in Louisiana come il romanzo, l'azione è spostata a qualche mese dopo il passaggio dell'Uragano Katrina. È stato presentato in concorso al Festival di Berlino 2009. Il personaggio di Dave Robicheaux, qui interpretato da Tommy Lee Jones, era già stato portato sullo schermo nel film del 1996 Omicidio a New Orleans (Heaven's Prisoners), con Alec Baldwin.

## Trama
Nei dintorni di New Iberia, in Louisiana, il ritrovamento, in luoghi e tempi diversi, dei corpi brutalmente seviziati di due giovani prostitute fa pensare alla mano di un unico maniaco.
Il detective Dave Robicheaux segue subito una traccia che lo porta al boss italoamericano Giuliano "Julie Baby Feet" Balboni. Questi, con altri finanziatori locali, sta producendo un film sulla guerra di secessione americana ambientato proprio nelle paludi teatro dei terribili omicidi. Tra gli interpreti del film, la star Elrod Sykes, che col detective ha in comune il problema con l'alcol, che denuncia il ritrovamento nella palude di uno scheletro incatenato. Robicheaux, che in seguito condividerà con l'attore la visione di fantasmi di soldati confederati accampati nei pressi del set cinematografico, ricorda così di aver assistito da ragazzo all'uccisione di un afroamericano, fucilato a distanza mentre correva nella palude incatenato. Omicidio che rimase impunito e che ora il detective vuole finalmente risolvere, sebbene siano passati cinquant'anni.
La star del cinema con la sua compagna Kelly prendono a frequentare regolarmente Dave e la sua famiglia, ma mentre la giovane figlia Alafair è entusiasta, la sua compagna Bootsie è sempre più preoccupata. Ancor di più quando Kelly viene uccisa durante una gita in barca, scambiata molto probabilmente proprio per Dave che le aveva prestato la sua cerata.
L'agente Rosie Gomez dell'FBI affianca Robicheaux e lo segue nella ricerca del serial killer. Quando il detective spara a una ragazza, in realtà già morta, cadendo in una trappola, il caso gli viene tolto. Né gli può essere d'aiuto l'amico e collega Lou Girard, anche lui con un passato da alcolista, ritrovato morto per un suicidio non chiarissimo.
Grazie a un vecchio testimone Robicheaux ricostruisce la morte del nero incatenato. A ucciderlo fu il ricco industriale dello zucchero Twinkie LeMoyne, ora in affari con Murphy Doucet che forse lo ricatta proprio per quell'episodio. Doucet appariva in una foto con Balboni e una delle ragazze uccise, dal che Robicheaux si convince che sia lui il maniaco che stanno cercando. Messo dentro con un espediente, Doucet esce su cauzione prima che il detective o l'FBI abbiano trovato prove nei suoi confronti. Così l'uomo, dando conferma della sua colpevolezza, rapisce la piccola Alafair per ricattare il detective e farla franca. Allora Robicheaux, torturando Balboni, risale al nascondiglio di Doucet e salva la figlia mentre l'agente Gomez fredda il maniaco che pure non aveva alcuna arma in mano. Il detective mette in mano a Doucet la pistola appartenuta al collega Girard, della quale nessuno conosceva l'esistenza perché portata da Girard nascosta alla caviglia come seconda arma d'emergenza e sottratta da Dave al cadavere dell'amico; il giovane agente federale resta una volta di più scandalizzata ma stavolta riconoscente di fronte ai metodi pratici del collega di provincia.
Fatta giustizia di entrambi i casi la vita scorre più tranquilla a New Iberia e Dave non ha più le visioni ma resta indissolubilmente legato alla figura del generale confederato Bell Hood.

## Produzione
Il film è una coproduzione franco-statunitense, seconda esperienza di questo tipo dopo Round Midnight - A mezzanotte circa (1986) per il cineasta francese Bertrand Tavernier.
Questo è uno dei tanti film che si è giovato delle particolari misure fiscali prese dallo stato della Louisiana per incentivare la produzione cinematografica al fine di sostenere l'economia dello stato depresso dalla catastrofe dell'Uragano Katrina. In questo senso il film presenta un singolare caso di metacinema essendo parte integrante della storia la produzione di un film proprio in quelle zone appena colpite dal disastroso uragano.

## Riconoscimenti
Il film ha ottenuto due candidature ai Premi Lumière, come miglior film e miglior regia.